# چاه حسن (جازموریان)
چاه حسن، روستایی در دهستان چاه حسن بخش چاه حسن شهرستان جازموریان در استان کرمان ایران است. این روستا، مرکز دهستان چاه حسن است.

## جمعیت
بر پایه سرشماری عمومی نفوس و مسکن در سال ۱۳۹۵، جمعیت این روستا برابر با ۲٬۳۰۴ نفر (۶۲۱ خانوار) بوده است.